# Somapacitano
El somapacitano, vendido bajo varias marcas incluyendo Sogroya, es un medicamento utilizado para tratar la deficiencia de la hormona del crecimiento en adultos. Este medicamento se administra mediante inyección debajo de la piel . 
Los efectos secundarios de este medicamento incluyen dolor de espalda, dolor en las articulaciones, indigestión, problemas para dormir, mareos, amigdalitis, hinchazón de brazos o piernas, vómitos, insuficiencia suprarrenal, presión arterial alta, aumento de peso y niveles bajos de glóbulos rojos;  otros efectos secundarios pueden incluir cáncer, diabetes, hipertensión intracraneal, reacciones alérgicas, hipoadrenalismo y pancreatitis. El uso de este medicamento parece ser seguro durante el embarazo.  Es un análogo de la hormona del crecimiento humano.
Este medicamento  fue aprobado para uso médico en los países de Estados Unidos en 2020 y el Reino Unido en 2021.    Se produce en Escherichia coli mediante tecnología de ADN recombinante .